# Live in London. W6. March 2012. - Bootleg Series Volume 4
Live in London. W6. March 2012. - Bootleg Series Volume 4 è il quarto album dal vivo del gruppo musicale britannico Enter Shikari, pubblicato il 10 dicembre 2012.

## Descrizione
Contenente l'esibizione della band tenuta all'Hammersmith Apollo di Londra nel marzo di quell'anno, il disco è stato pubblicato sia in formato digitale che in edizione limitata sia in vinile che in DVD. Nella versione DVD, resa disponibile in sole 1 000 copie, è stato inoltre incluso lo spettacolo tenutosi al Bull and Gate, un pub di Londra, il 12 febbraio precedente. L'audio di alcune delle tracce dello spettacolo al Bull and Gate sono state poi inserite nell'EP Live in London NW5 2012. EP.

## Tracce
Testi di Rou Reynolds, musiche degli Enter Shikari.
LP, download digitale
1. System/Meltdown – 7:07
2. The Feast – 4:17
3. Gandhi Mate, Gandhi – 5:11
4. Quelle Surprise – 7:03
5. Hello Tyrannosaurus, Meet Tyrannicide – 5:49
6. Stalemate – 4:49
7. Enter Shikari – 6:15
8. Return to Energiser – 8:38
9. Sssnakepit – 5:52

DVD 1 (W6. March 2012)
1. System/Meltdown
2. The Feast
3. Gandhi Mate, Gandhi
4. Quelle Surprise/Remix
5. Hello Tyrannosaurus, Meet Tyrannicide
6. Havoc B
7. Stalemate
8. Juggernauts
9. Enter Shikari
10. Arguing with Thermometers
11. Return to Energiser
12. Sssnakepit

DVD 2 (NW5. February 2012)
1. System/Meltdown
2. Sorry You're Not a Winner
3. Gandhi Mate, Gandhi
4. Hello Tyrannosaurus, Meet Tyrannicide
5. Quelle Surprise
6. Destabilise/Mothership
7. Stalemate
8. Juggernauts
9. Arguing with Thermometers
10. Sssnakepit/Remix

## Formazione
- Rou Reynolds – voce, tastiera, sintetizzatore
- Rory Clewlow – chitarra, voce secondaria
- Chris Batten – basso, voce secondaria
- Rob Rolfe – batteria, percussioni, cori